# Новокривошиїно
Новокривоши́їно (рос. Новокривошеино) — село у складі Кривошиїнського району Томської області, Росія. Адміністративний центр Новокривошиїнського сільського поселення.

## Населення
Населення — 579 осіб (2010; 620 у 2002).
Національний склад (станом на 2002 рік):
- росіяни — 96 %